# Togolok Moldo
Togolok Moldo (en kirghize : Тоголок Молдо), né le 10 juin 1860 dans le District d'Ak-Talaa et mort le 4 janvier 1942 dans la province de Naryn est un poète et akyn kirghiz et soviétique, interprète de l'épopée de Manas. Membre de l'Union des écrivains soviétiques.